# La Vraie-Croix
Pour les articles homonymes, voir Croix (homonymie).
La Vraie-Croix [la vʁɛ kʁwa] est une commune française située dans le département du Morbihan, en région Bretagne.
Ses habitants sont les Langroëziens et Langroëziennes, gentilé issu du nom breton de la commune

## Géographie

### Situation
| Elven   |                | Larré       |
|         | La Vraie-Croix |             |
| Sulniac |                | Questembert |

Situé dans les terres, La Vraie-Croix est un territoire vallonné avec de nombreux chemins. Village aux portes des landes de Lanvaux, La Vraie-Croix offre de nombreux paysages.
La commune se situe à mi-chemin de Elven (au nord-ouest) et de Questembert (au sud-est). Sulniac est à quelques kilomètres au sud-ouest.

### Hydrographie
Pour un article plus général, voir Réseau hydrographique du Morbihan.
La commune est située dans le bassin Loire-Bretagne. Elle est drainée par le Saint-Éloi, la Vraie Croix, le Kervily, le Moulin de la Haie, le Saint Christophe, le Saint Just et divers autres petits cours d'eau,.
Le Saint-Éloi, d'une longueur de 37 km, prend sa source dans la commune  et se jette  dans l'Océan Atlantique en limite d'Ambon et de Billiers, après avoir traversé six communes. 

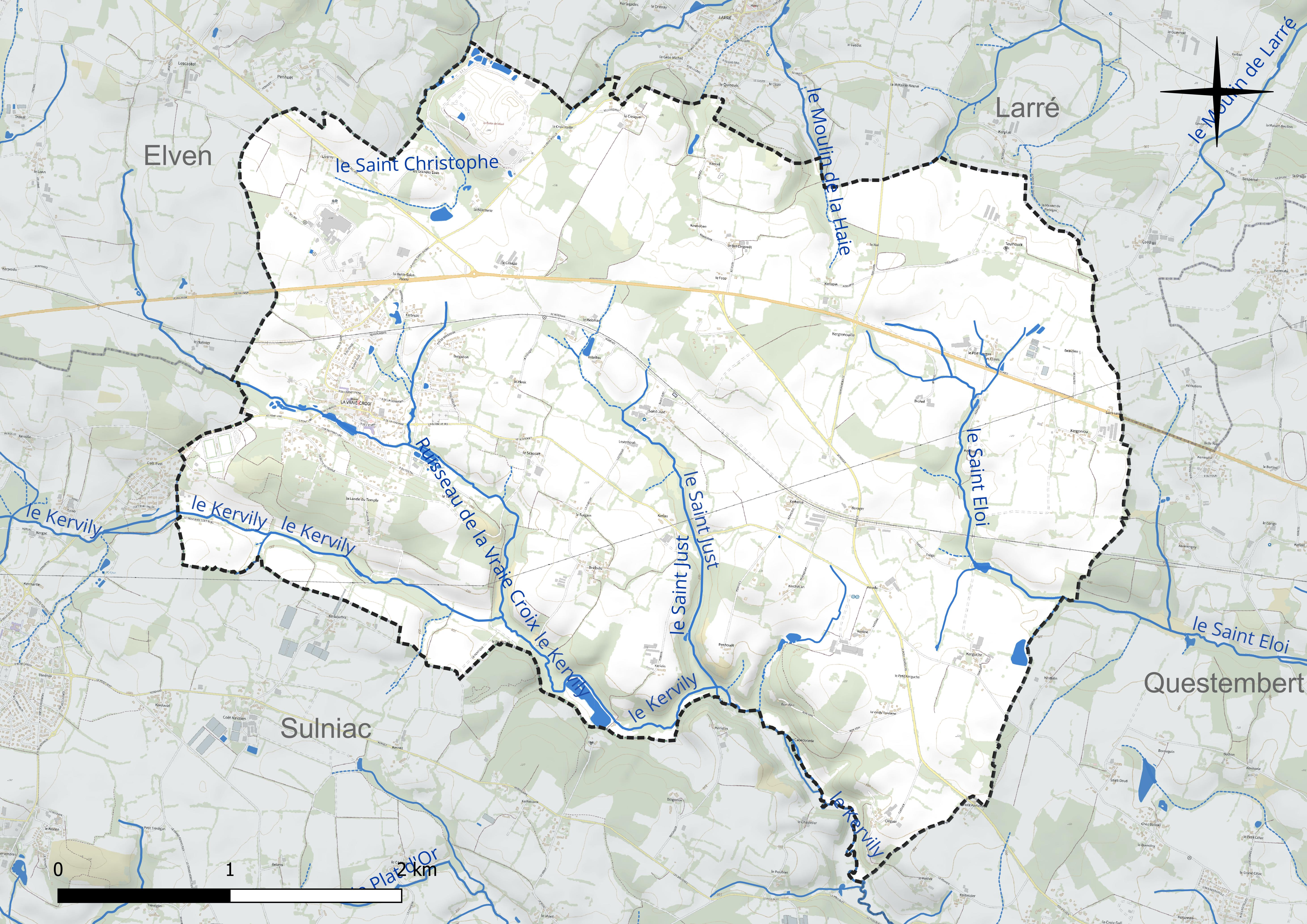
Réseau hydrographique de la La Vraie-Croix.

### Climat
Pour des articles plus généraux, voir Climat de la Bretagne et Climat du Morbihan.
En 2010, le climat de la commune est de type climat océanique franc, selon une étude du CNRS s'appuyant sur une série de données couvrant la période 1971-2000. En 2020, Météo-France publie une typologie des climats de la France métropolitaine dans laquelle la commune est exposée à un climat océanique et est dans la région climatique  Bretagne orientale et méridionale, Pays nantais, Vendée, caractérisée par une faible pluviométrie en été et une bonne insolation. Parallèlement l'observatoire de l'environnement en Bretagne publie en 2020 un zonage climatique de la région Bretagne, s'appuyant sur des données de Météo-France de 2009. La commune est, selon ce zonage, dans la zone « Intérieur  », exposée à un climat médian, à dominante océanique.  
Pour la période 1971-2000, la température annuelle moyenne est de 11,5 °C, avec une amplitude thermique annuelle de 12,2 °C. Le cumul annuel moyen de précipitations est de 899 mm, avec 13,6 jours de précipitations en janvier et 6,8 jours en juillet. Pour la période 1991-2020, la température moyenne annuelle observée sur la station météorologique la plus proche, située sur la commune de Questembert à 7 km à vol d'oiseau, est de 12,0 °C et le cumul annuel moyen de précipitations est de 1 095,5 mm,. Pour l'avenir, les paramètres climatiques de la commune estimés pour 2050 selon différents scénarios d’émission de gaz à effet de serre sont consultables sur un site dédié publié par Météo-France en novembre 2022.

## Urbanisme

### Typologie
Au 1er janvier 2024, La Vraie-Croix est catégorisée bourg rural, selon la nouvelle grille communale de densité à sept niveaux définie par l'Insee en 2022.
Elle est située hors unité urbaine. Par ailleurs la commune fait partie de l'aire d'attraction de Vannes, dont elle est une commune de la couronne,. Cette aire, qui regroupe 47 communes, est catégorisée dans les aires de 50 000 à moins de 200 000 habitants,.

### Occupation des sols
L'occupation des sols de la commune, telle qu'elle ressort de la base de données européenne d’occupation biophysique des sols Corine Land Cover (CLC), est marquée par l'importance des territoires agricoles (78,8 % en 2018), en diminution par rapport à 1990 (83,8 %). La répartition détaillée en 2018 est la suivante : 
zones agricoles hétérogènes (41,3 %), terres arables (30,4 %), forêts (16,2 %), prairies (7,1 %), zones urbanisées (3 %), mines, décharges et chantiers (2 %). L'évolution de l’occupation des sols de la commune et de ses infrastructures peut être observée sur les différentes représentations cartographiques du territoire : la carte de Cassini (XVIIIe siècle), la carte d'état-major (1820-1866) et les cartes ou photos aériennes de l'IGN pour la période actuelle (1950 à aujourd'hui).

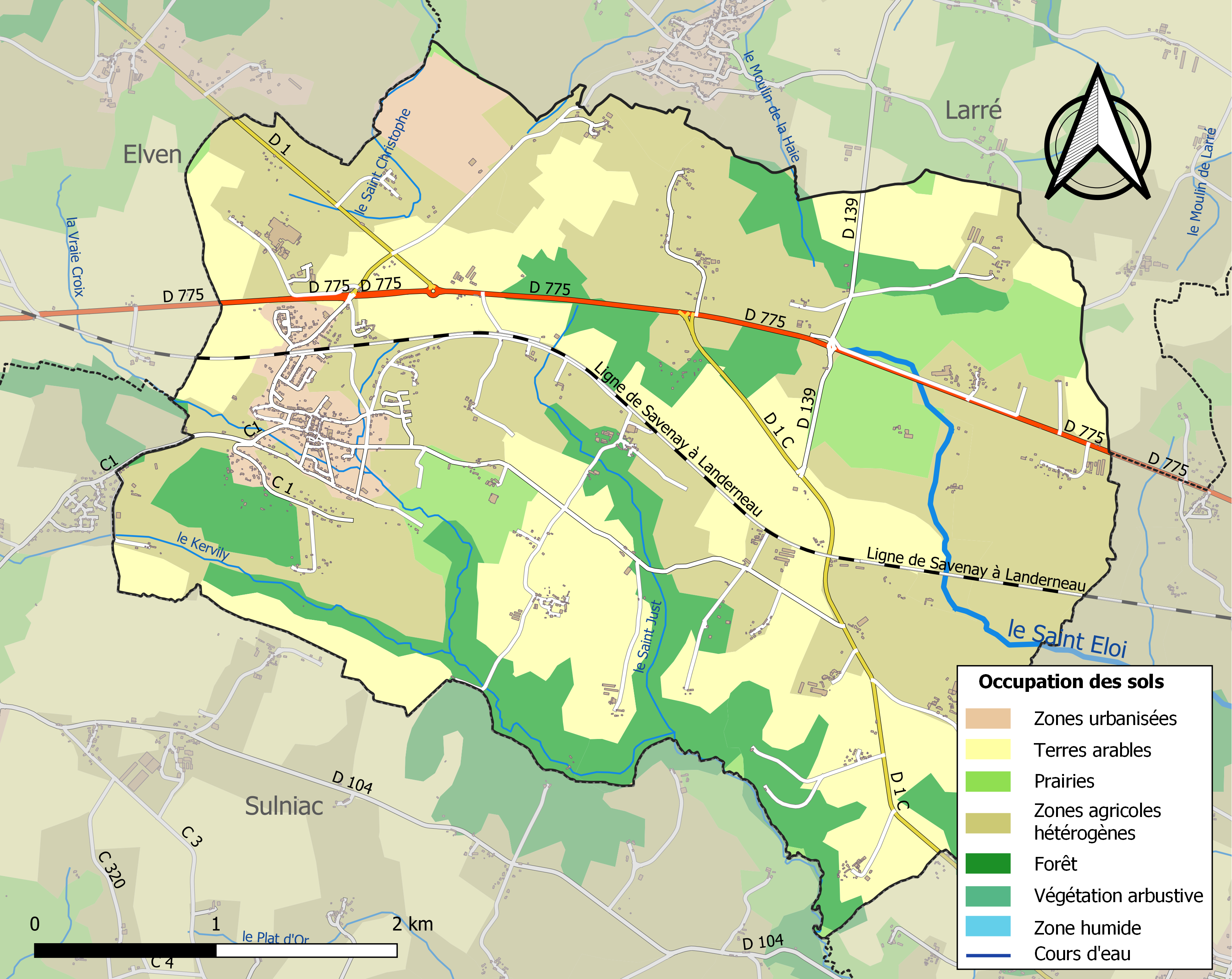
Carte des infrastructures et de l'occupation des sols de la commune en 2018 (CLC).

## Toponymie
La Vraie-Croix, pour désigner l'église du village qui aurait pour origine une relique, un morceau de la « Vraie Croix », ramenée de la Terre sainte, probablement par un chevalier de l'ordre des Hospitaliers de Saint-Jean de Jérusalem, très présents en Bretagne.
En 1312, après la suppression de l'ordre des Templiers, l'établissement prend alors le nom de « temple de La Vraie-Croix ». À cette époque, le village qui cerne le Temple, dépend presque entièrement de la commanderie de Carentoir.
La Vraie-Croix est érigée en paroisse en 1852 et en commune en 1870.
En breton, Langroez signifie « Lieu consacré de la Croix », traduit en français par « La Vraie-Croix »,.

## Histoire
Le nom de La Vraie-Croix, viendrait d'un chevalier-Hospitalier de l'ordre de Saint-Jean de Jérusalem qui, revenant de croisade, rapportait un morceau de la croix du Christ. Au cours de ce voyage, il s'arrêta dans le bourg. Le lendemain en repartant, il s'aperçut que son morceau de croix avait disparu. Fort malheureux, il repartit. On retrouva le morceau de la croix dans un nid de pie en haut d'une aubépine.
Les habitants le prirent, mais, le lendemain, le morceau était de retour dans le nid de la pie. Ils y virent alors un signe et décidèrent d'élever une chapelle à l'endroit de l'arbre, afin d'y abriter la relique.
Jusqu'en 1852, année où elle devient paroisse, c'était une trève de Sulniac. En 1870, elle devient commune.

## Politique et administration

### Liste des maires
| Période                                  | Période     | Identité             | Étiquette | Qualité                           |
| ---------------------------------------- | ----------- | -------------------- | --------- | --------------------------------- |
| 1870                                     | 1876        | Joseph Rouxel        |           |                                   |
| 1876                                     | 1880        | Bertrand Le Gouestre |           |                                   |
| 1882                                     | 1902        | Joseph Rouxel        |           |                                   |
| 1902                                     |             | Jean-Marie Loyer     |           |                                   |
| Les données manquantes sont à compléter. |             |                      |           |                                   |
|                                          | 1995        | Fernand Le Dirach    |           |                                   |
| 1995                                     | 27 mai 2020 | Monique Danion       | PS        | conseillère régionale (2004-2015) |
| 27 mai 2020                              | En cours    | Pascal Guiblin       | DVG       |                                   |
| Les données manquantes sont à compléter. |             |                      |           |                                   |

### Politique de développement durable
La commune a engagé une politique de développement durable en lançant une démarche d'Agenda 21.

## Démographie
L'évolution du nombre d'habitants est connue à travers les recensements de la population effectués dans la commune depuis 1872. Pour les communes de moins de 10 000 habitants, une enquête de recensement portant sur toute la population est réalisée tous les cinq ans, les populations de référence des années intermédiaires étant quant à elles estimées par interpolation ou extrapolation. Pour la commune, le premier recensement exhaustif entrant dans le cadre du nouveau dispositif a été réalisé en 2008.

En 2022, la commune comptait 1 484 habitants, en évolution de +2,06 % par rapport à 2016 (Morbihan : +3,82 %, France hors Mayotte : +2,11 %).
| 1872 | 1876 | 1881 | 1886 | 1891 | 1896 | 1901 | 1906 | 1911 |
| ---- | ---- | ---- | ---- | ---- | ---- | ---- | ---- | ---- |
| 866  | 852  | 831  | 843  | 801  | 848  | 803  | 853  | 816  |

| 1921 | 1926 | 1931 | 1936 | 1946 | 1954 | 1962 | 1968 | 1975 |
| ---- | ---- | ---- | ---- | ---- | ---- | ---- | ---- | ---- |
| 823  | 807  | 775  | 793  | 780  | 711  | 702  | 666  | 723  |

| 1982 | 1990  | 1999  | 2006  | 2008  | 2013  | 2018  | 2022  | - |
| ---- | ----- | ----- | ----- | ----- | ----- | ----- | ----- | - |
| 835  | 1 068 | 1 068 | 1 263 | 1 318 | 1 408 | 1 488 | 1 484 | - |

## Culture et patrimoine

### Lieux et monuments
- L'église Saint-Isidore a été construite entre 1891 et 1892, à l'initiative du père Tanguy, à la place de l'église Saint-Jean-Baptiste qui datait de 1501 et 1691.
- La chapelle du village, située à quelques mètres de l'église Saint-Isidore, datait du XIIIe siècle et a été reconstruite en 1611. Elle contient un reliquaire en bronze doré sur bois qui renfermerait un morceau de la Vraie Croix, sur laquelle le Christ a été crucifié. Cette relique a donné son nom au village. Elle est construite à cheval sur une route qui traverse le bourg du nord au sud par une sorte de tunnel ayant, de chaque côté, sous la voûte, une petite chapelle. Dans celle de l'ouest, il y a une réplique de la grotte de Lourdes. Celle de l'est conserve la croix, un linteau de granit ainsi que l'autel en bois, surmonté d'une Vierge, provenant de l'ancienne chapelle Saint-Just, menaçant ruines, détruite en 1952.
- La maison Louis, plus ancienne maison du village, attenant à l'église Saint-Isidore, ayant appartenu à des Templiers[29].
- Le château de Toulhouët (ou Toulouët, Toulhoët, Toulgoët), XVIIe – XVIIIe siècle[30].
- Le site gallo-romain du Nal ( Inscrit MH (2002)).
- Le village déserté du Tostal[31].
- Le village comprend aussi un bon nombre de croix et calvaires en granit ainsi que des fontaines consacrées, comme la fontaine du Saint[32].

Une association culturelle de la commune, Langroez : Histoire et Patrimoine, a édité en 2014 un livre :  Les noms de lieux de Langroez/la Vraie-Croix. Ce livre, écrit par Tugdual Kalvez, explique de façon exhaustive la signification du nom de tous les lieux-dits et villages de la commune.

### Héraldique
|  | Les armoiries de La Vraie-Croix se blasonnent ainsi : De sinople à la chapelle du lieu d’argent posée sur une terrasse d’hermine, à la bordure d’or chargée de quatorze quintefeuilles de gueules posées en orle, au franc-canton brochant de gueules chargé d’un reliquaire d’or paré du champ. Conc. J.P. Fernandez. |

## Galerie

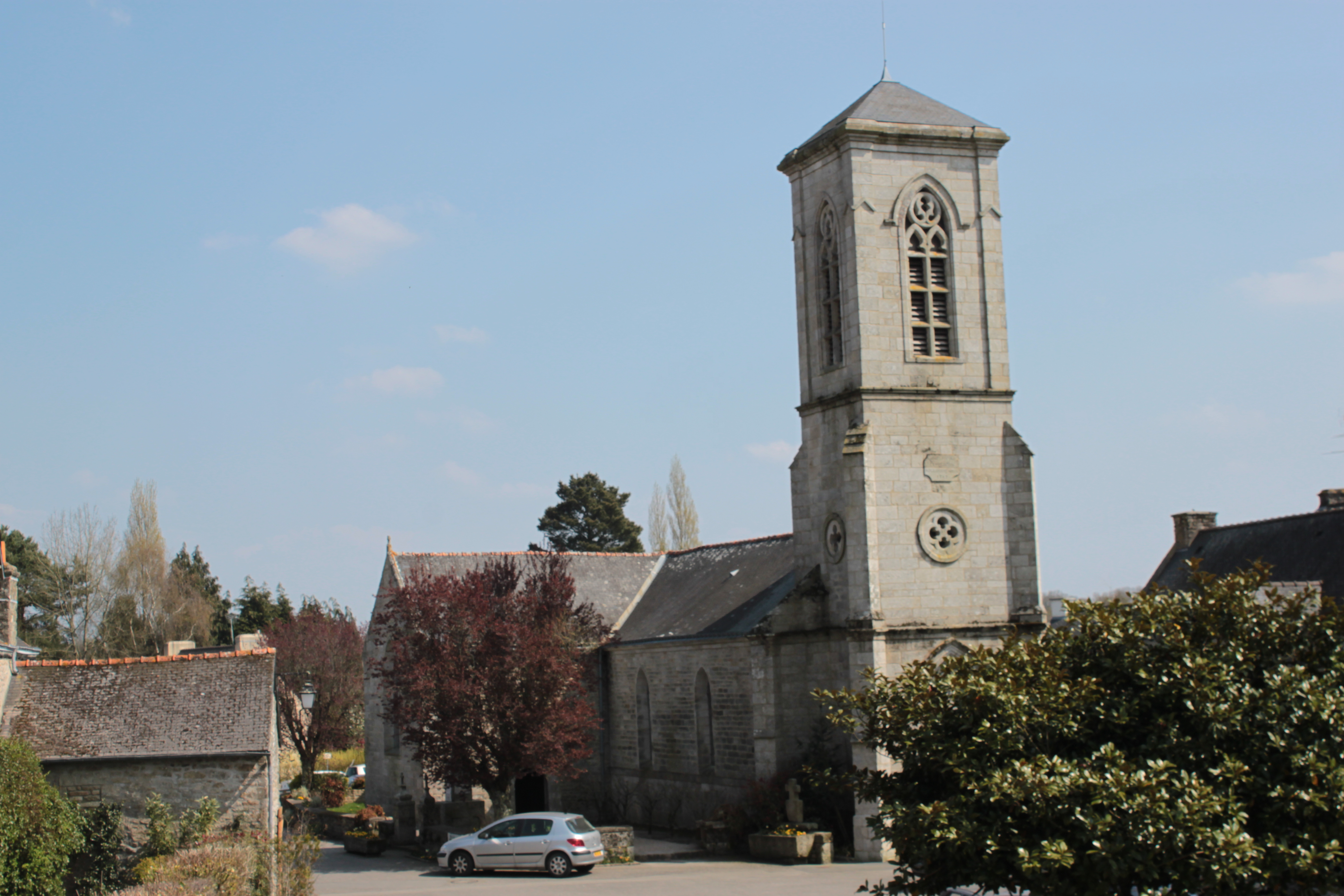
Église Saint-Isidore (1892), vue de la chapelle.
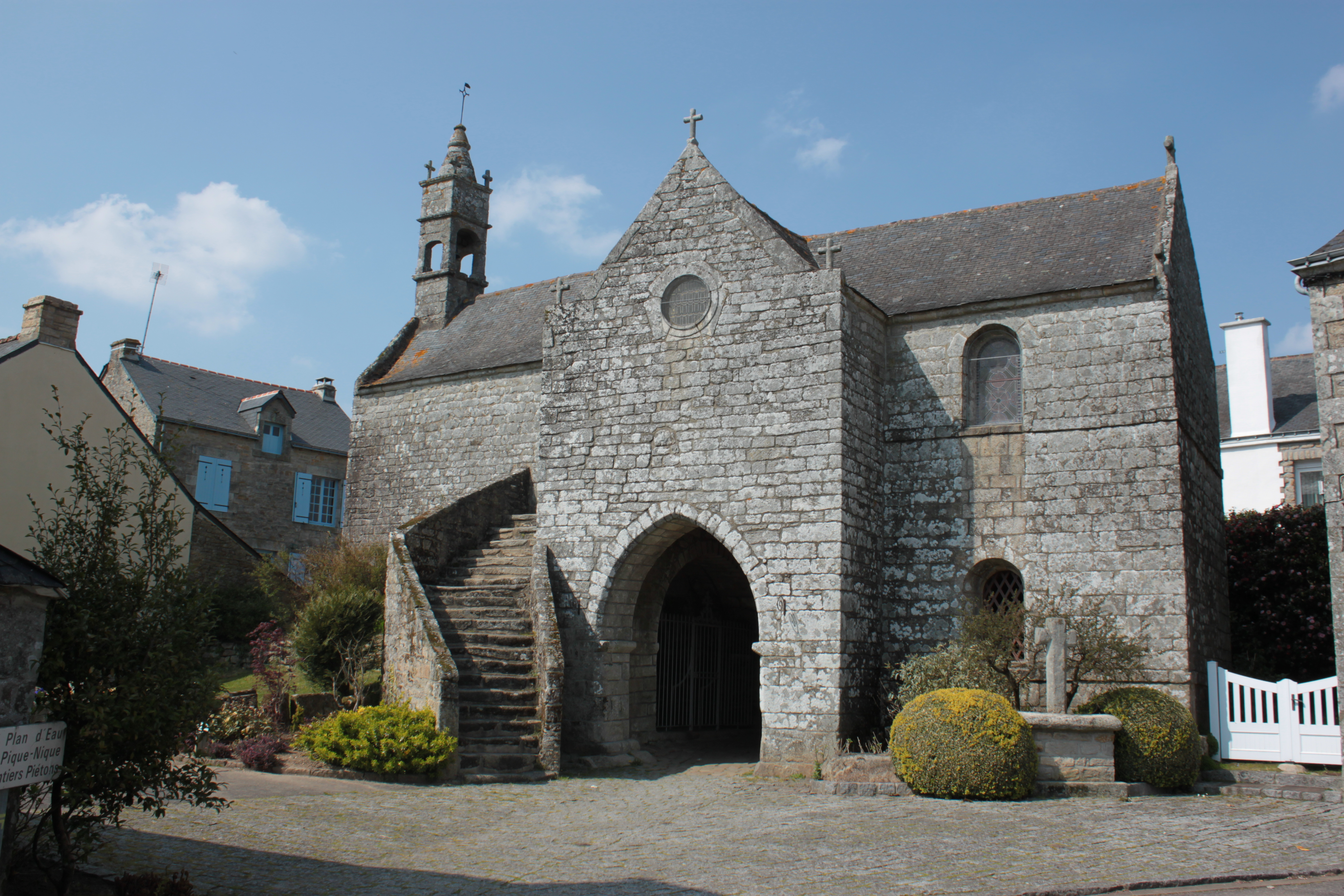
Chapelle (1611, côté sud).
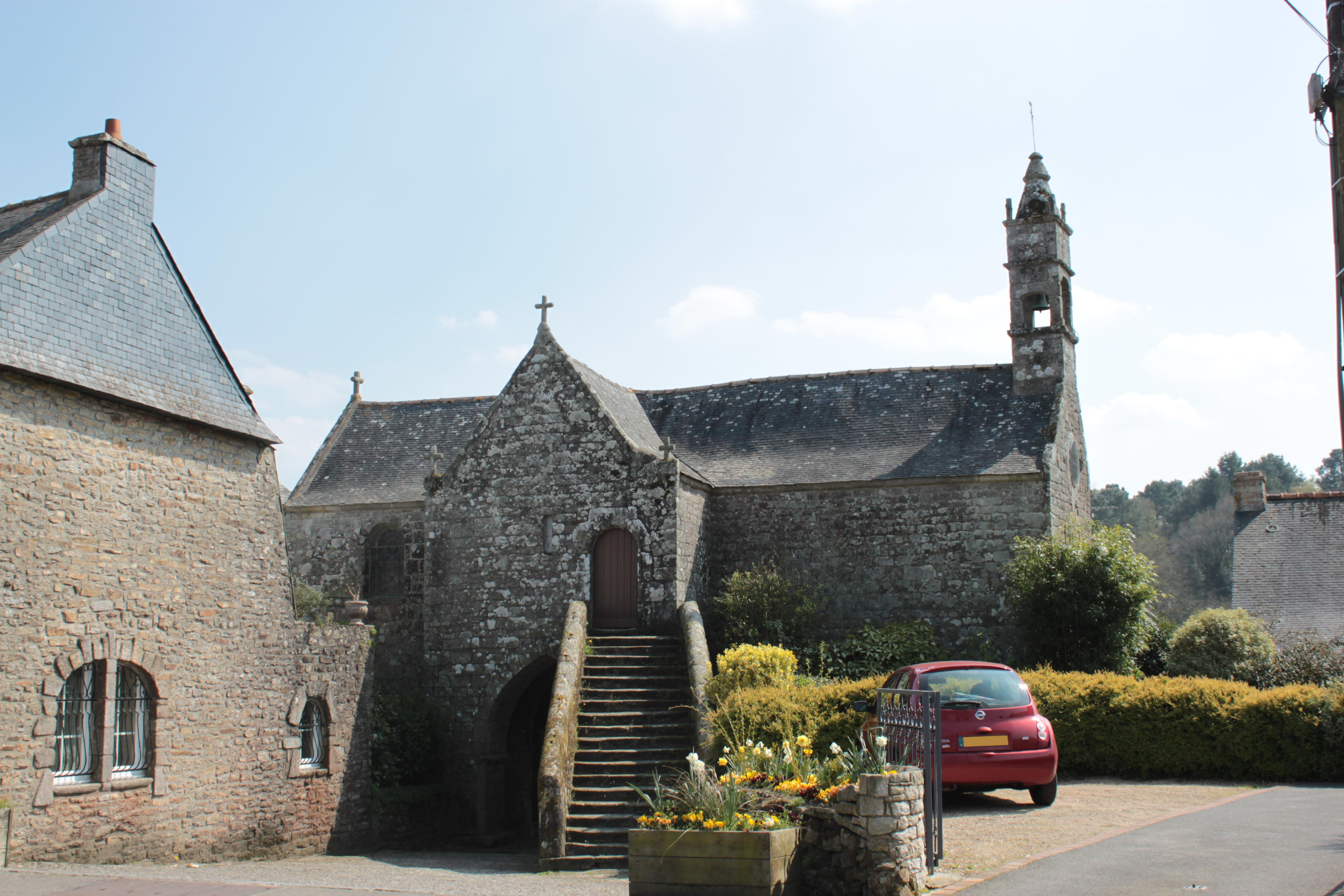
Chapelle (1611, côté nord).
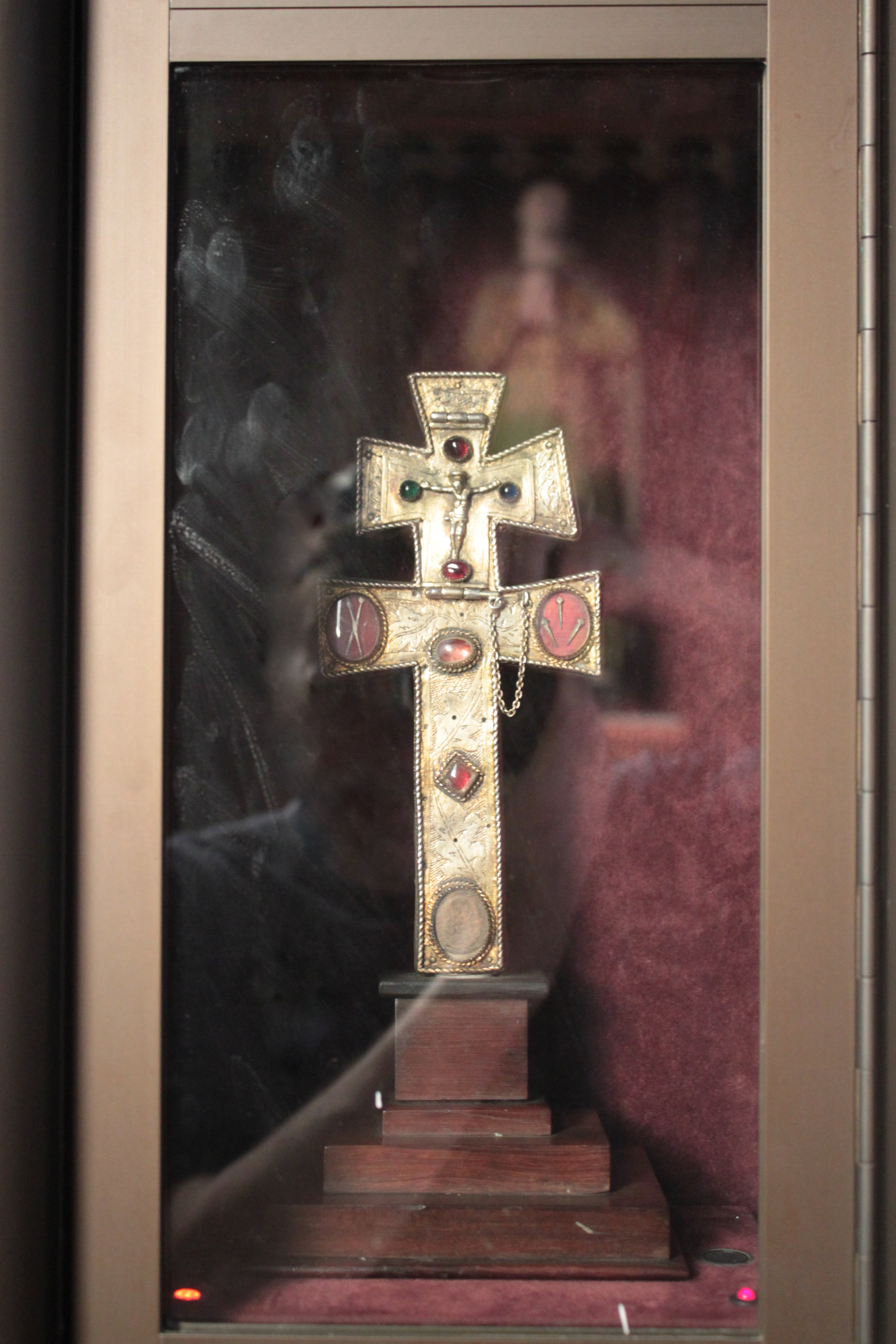
Reliquaire de la Vraie Croix (XVe siècle), chapelle.
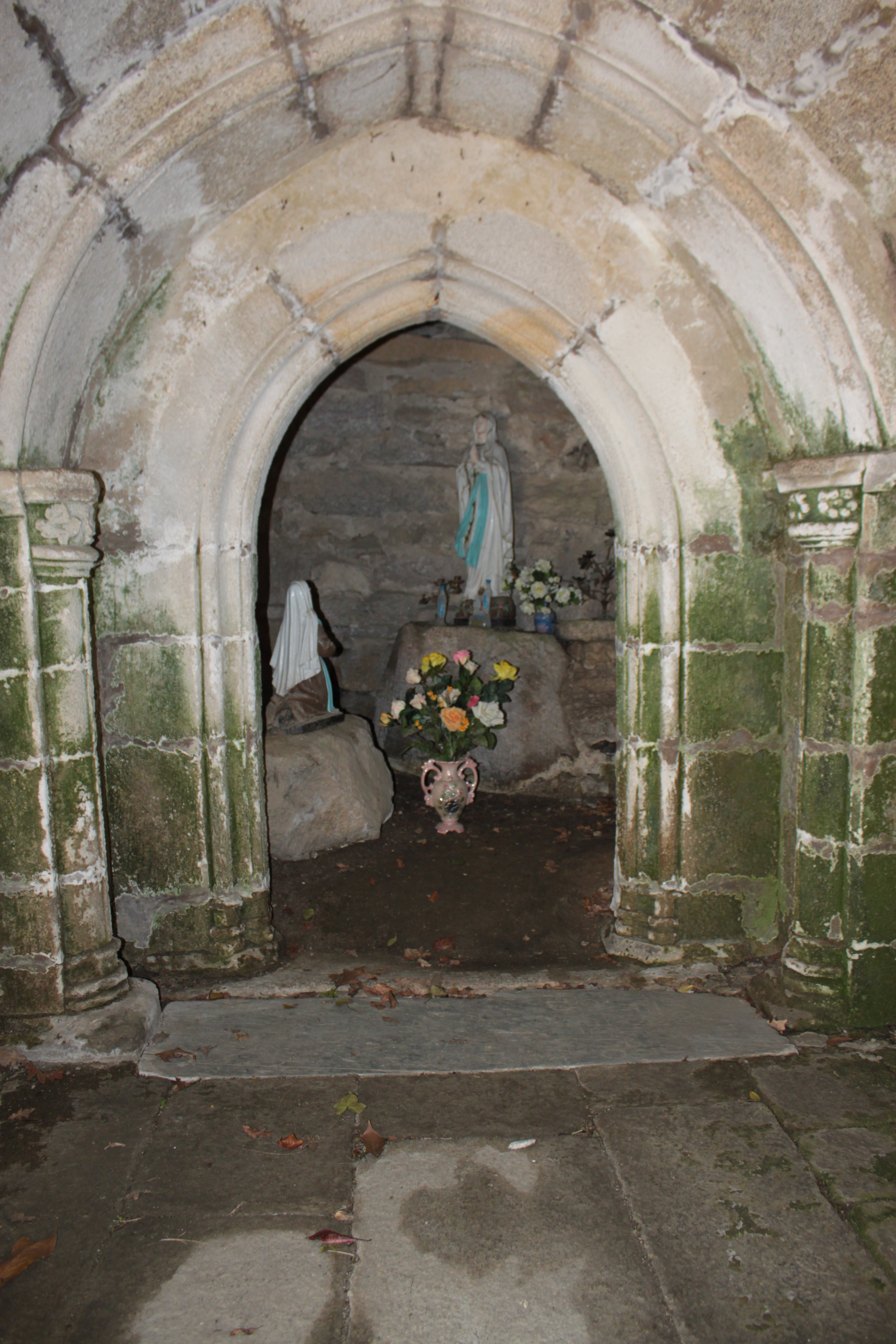
Réplique de la grotte de Lourdes, chapelle.
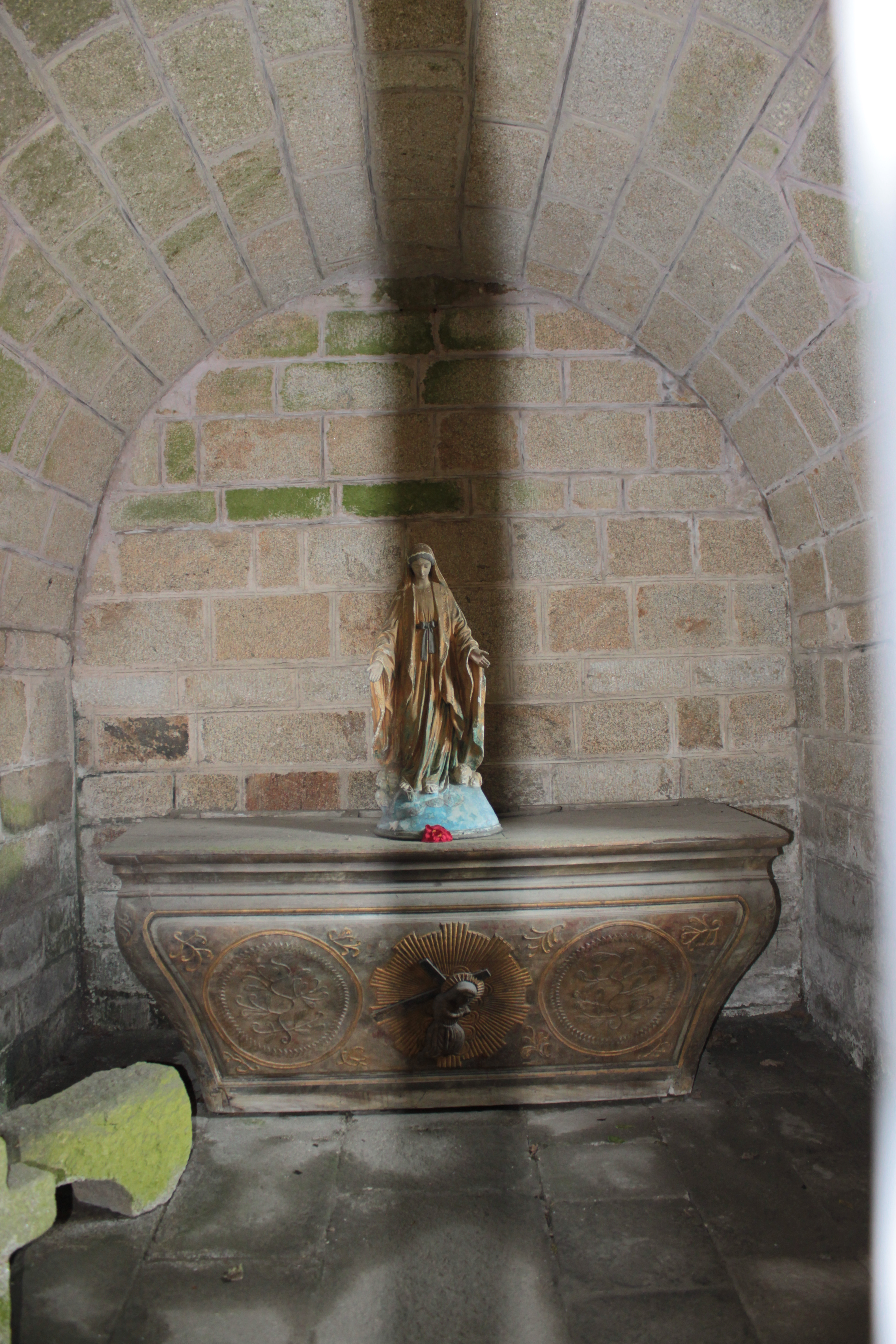
Vestiges de l'ancienne chapelle Saint-Just, chapelle.
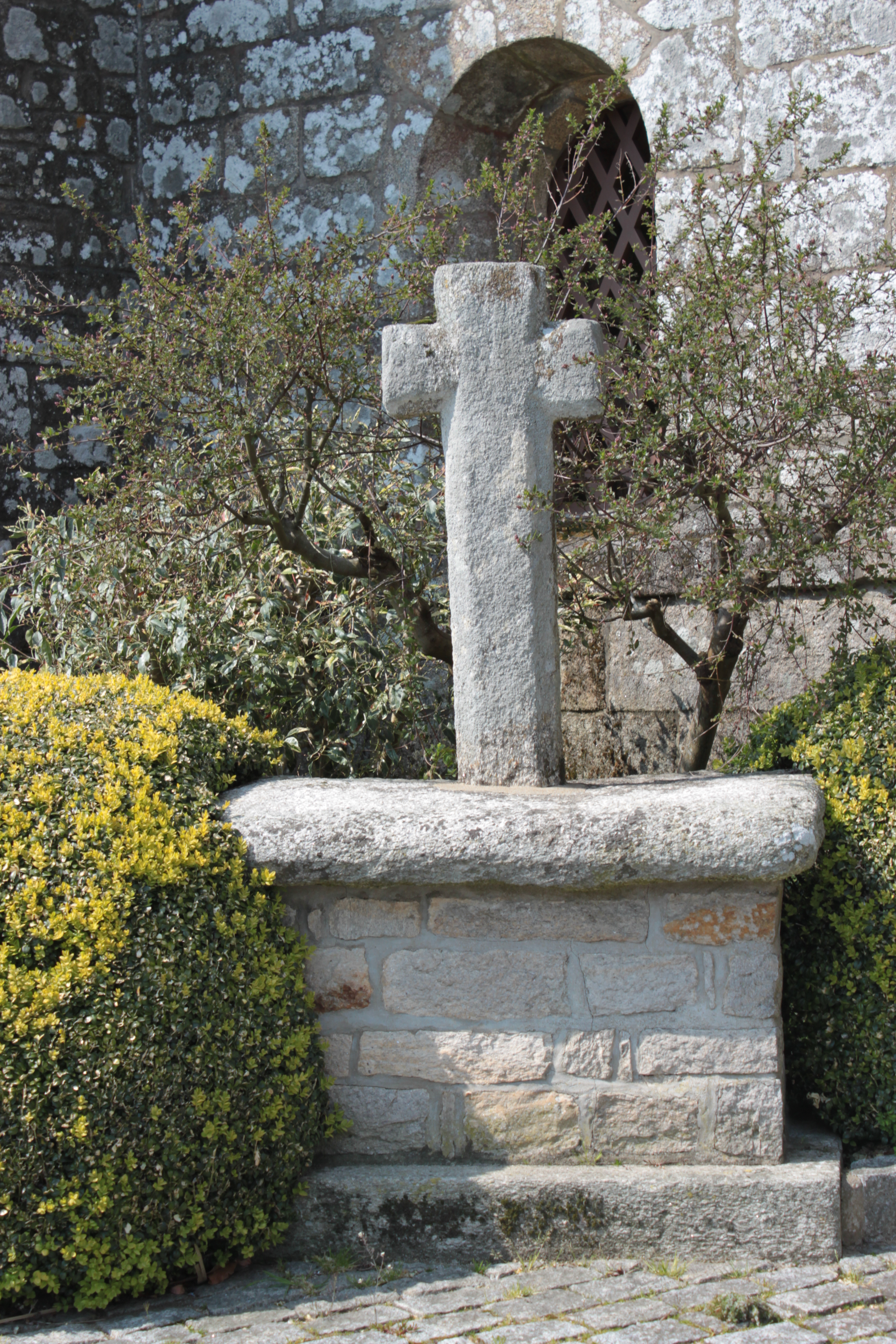
Croix de granit au chevet de l'église Saint-Isidore.
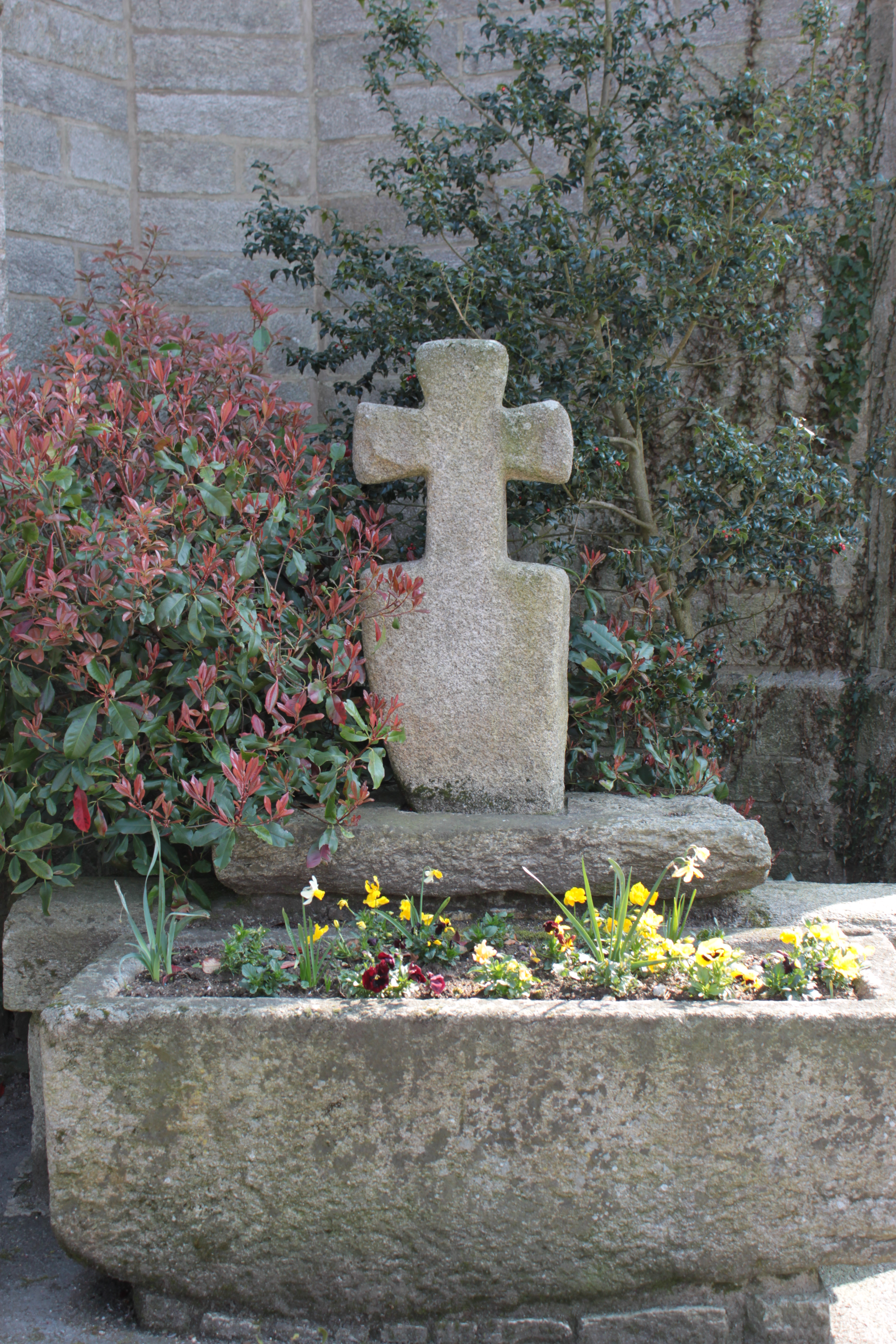
Croix de granit au chevet de l'église Saint-Isidore.
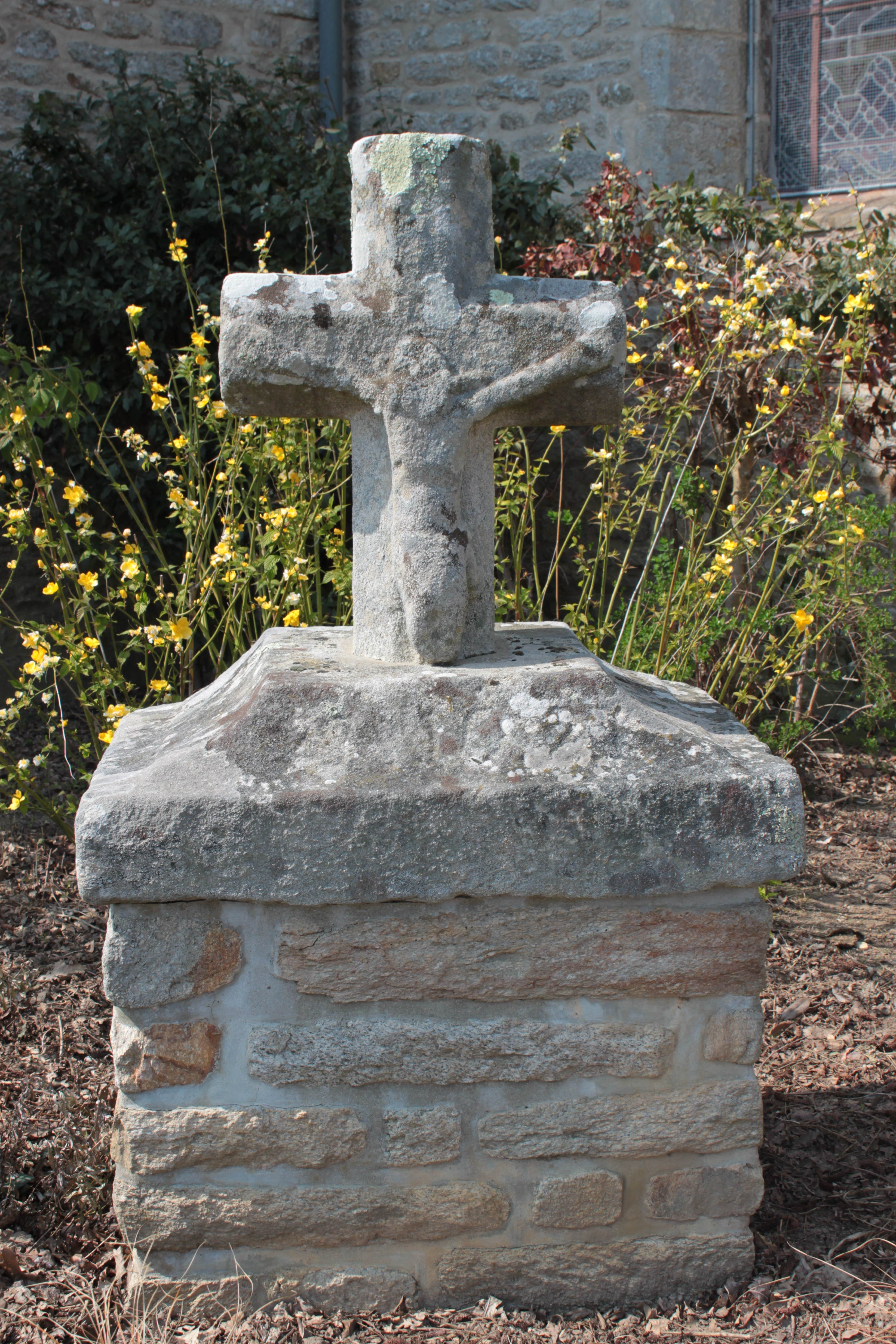
Croix de granit au chevet de l'église Saint-Isidore.
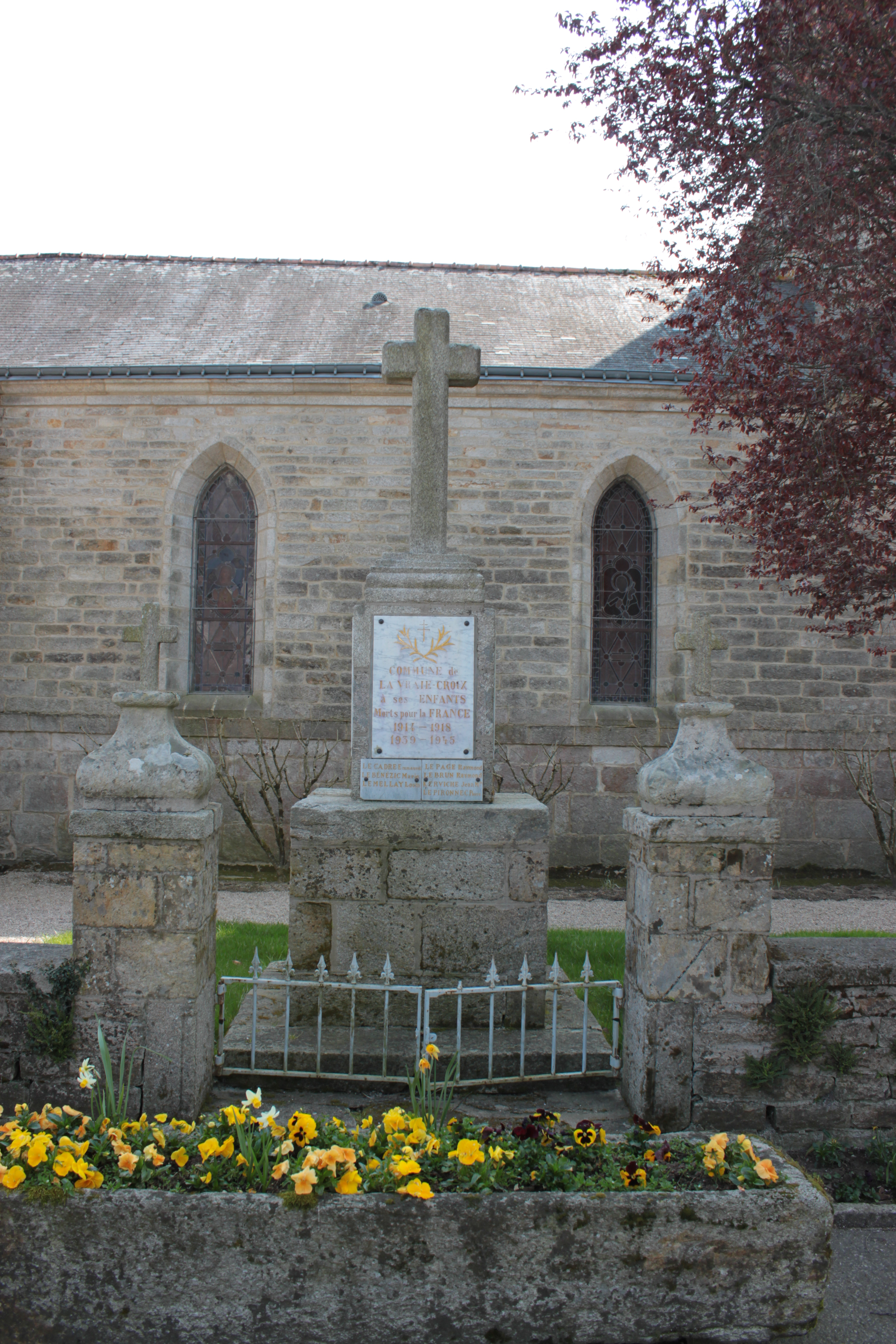
Monument aux morts, place de l'église.
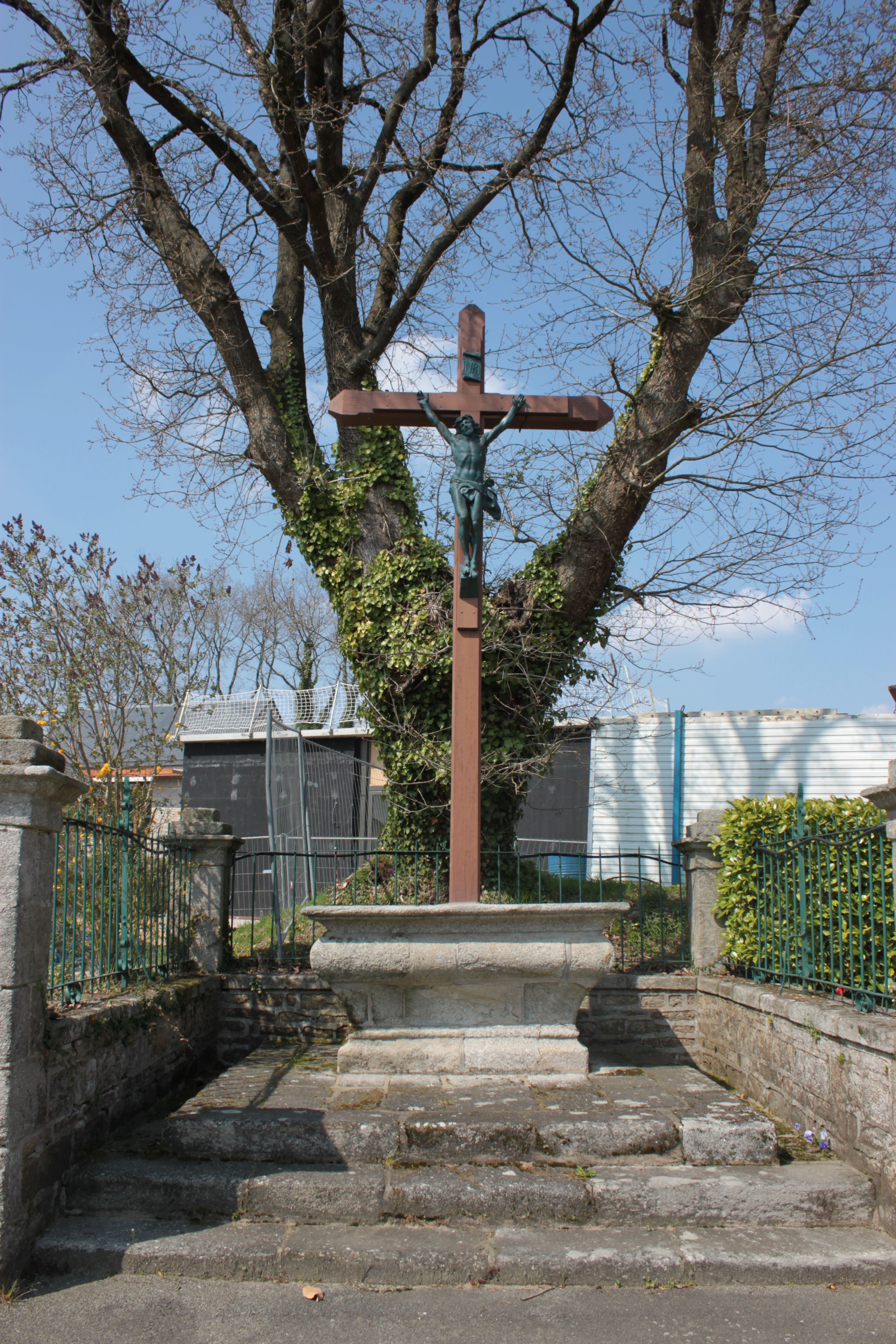
Croix de mission (XIXe siècle), au nord de la chapelle.
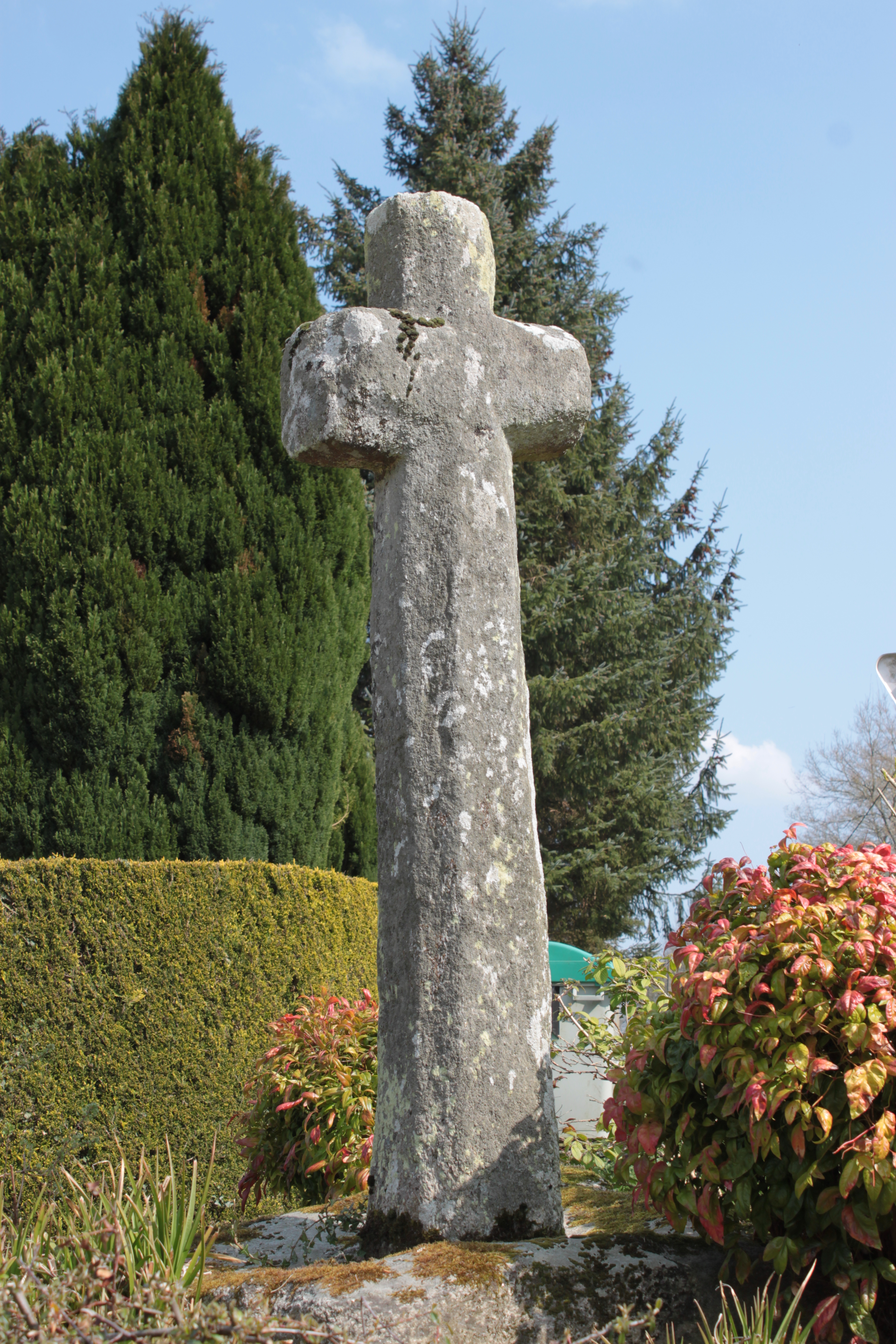
Croix de granit à l'entrée Ouest du bourg.
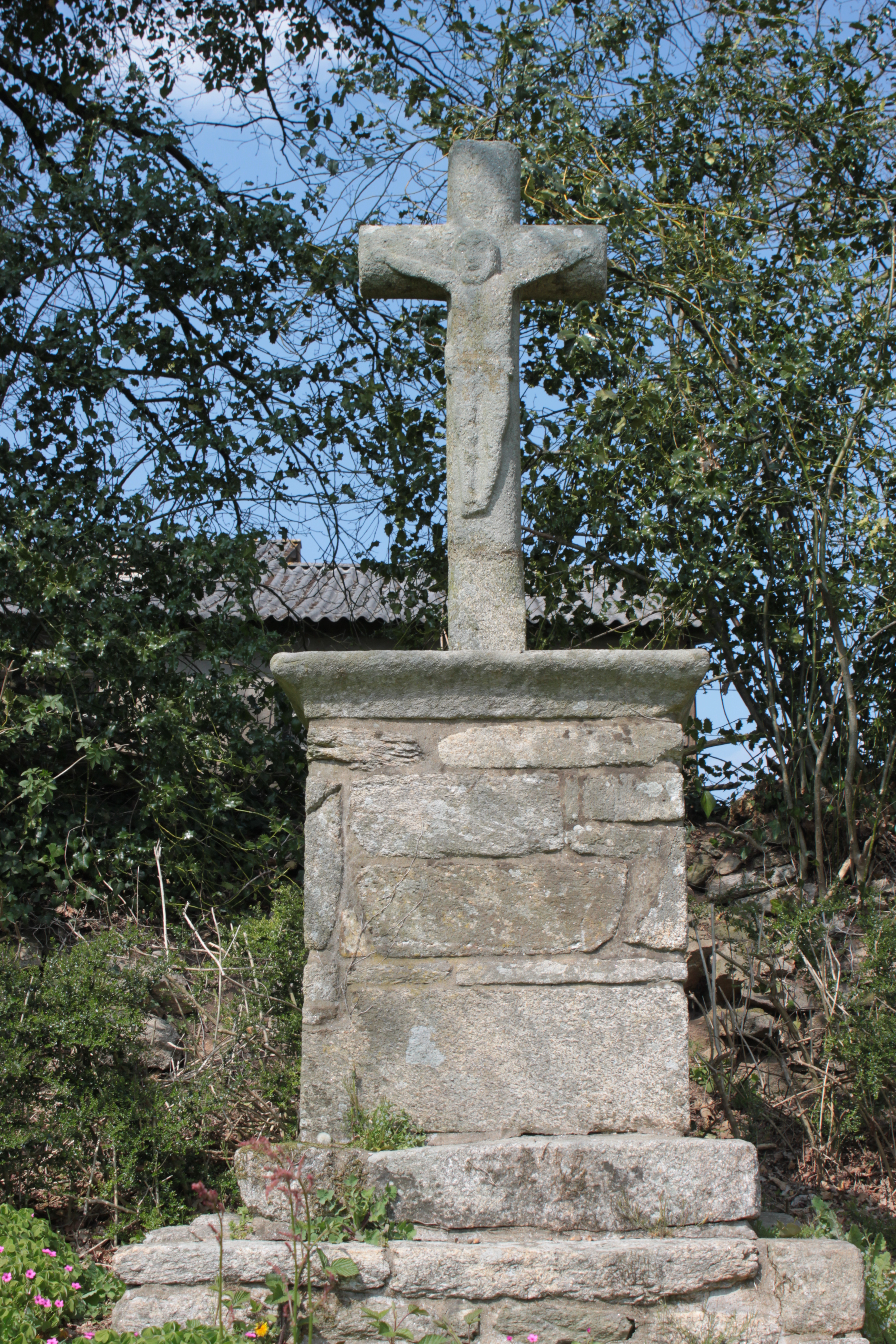
Calvaire de Saint-Just (1889).
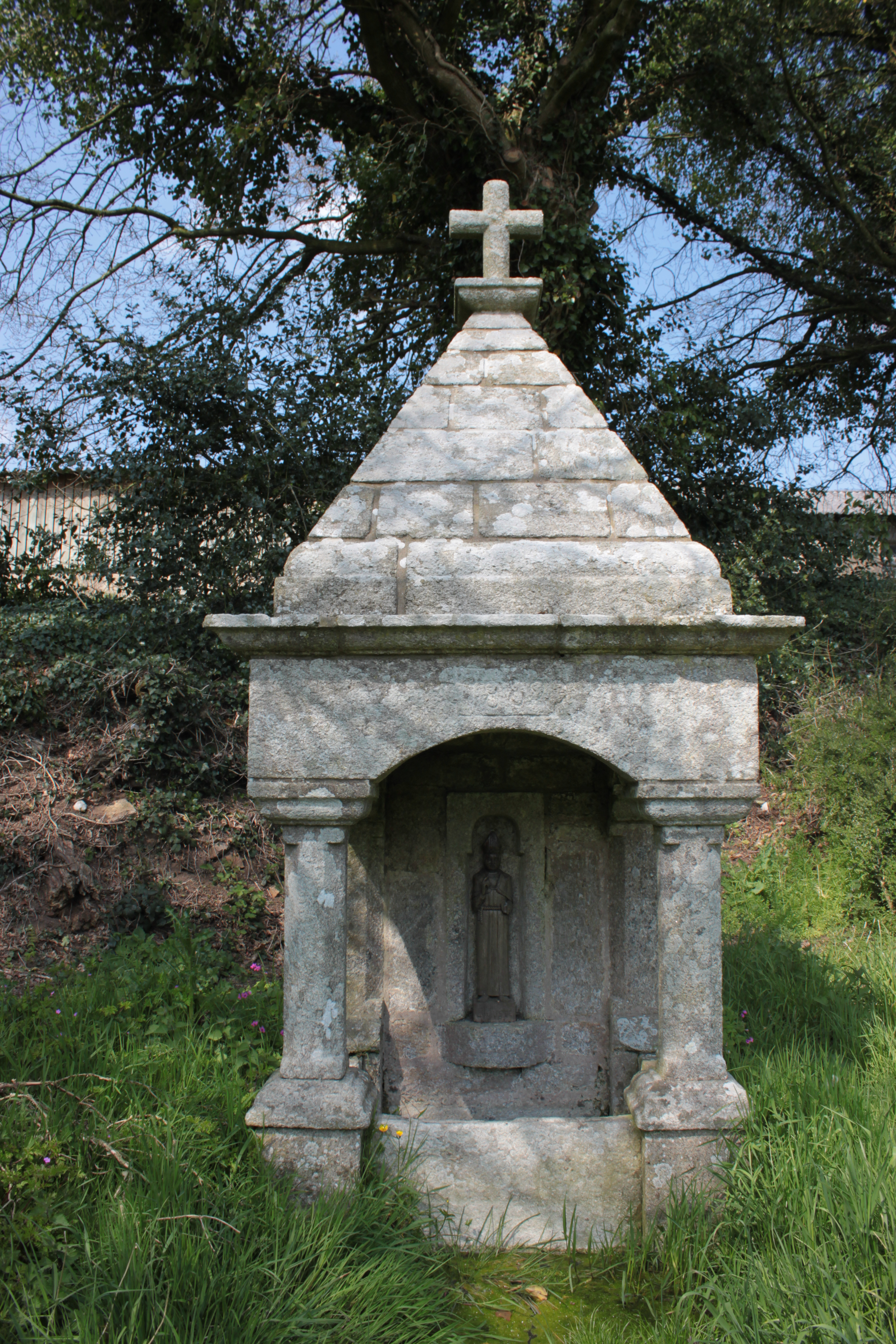
Fontaine Saint-Just (XVIIe siècle).
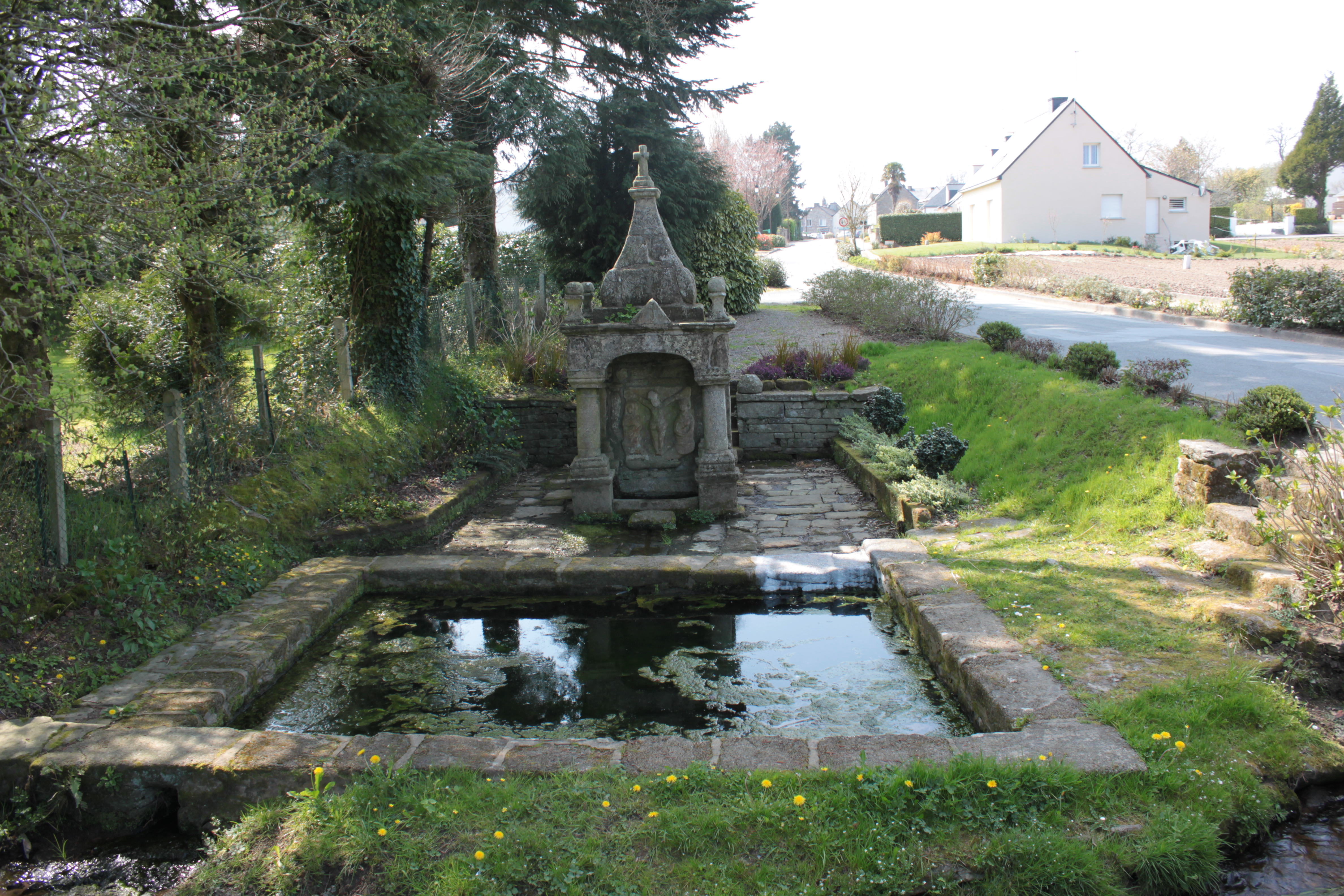
Fontaine à l'entrée est du bourg (XVIe siècle).

## Parcs et espaces verts

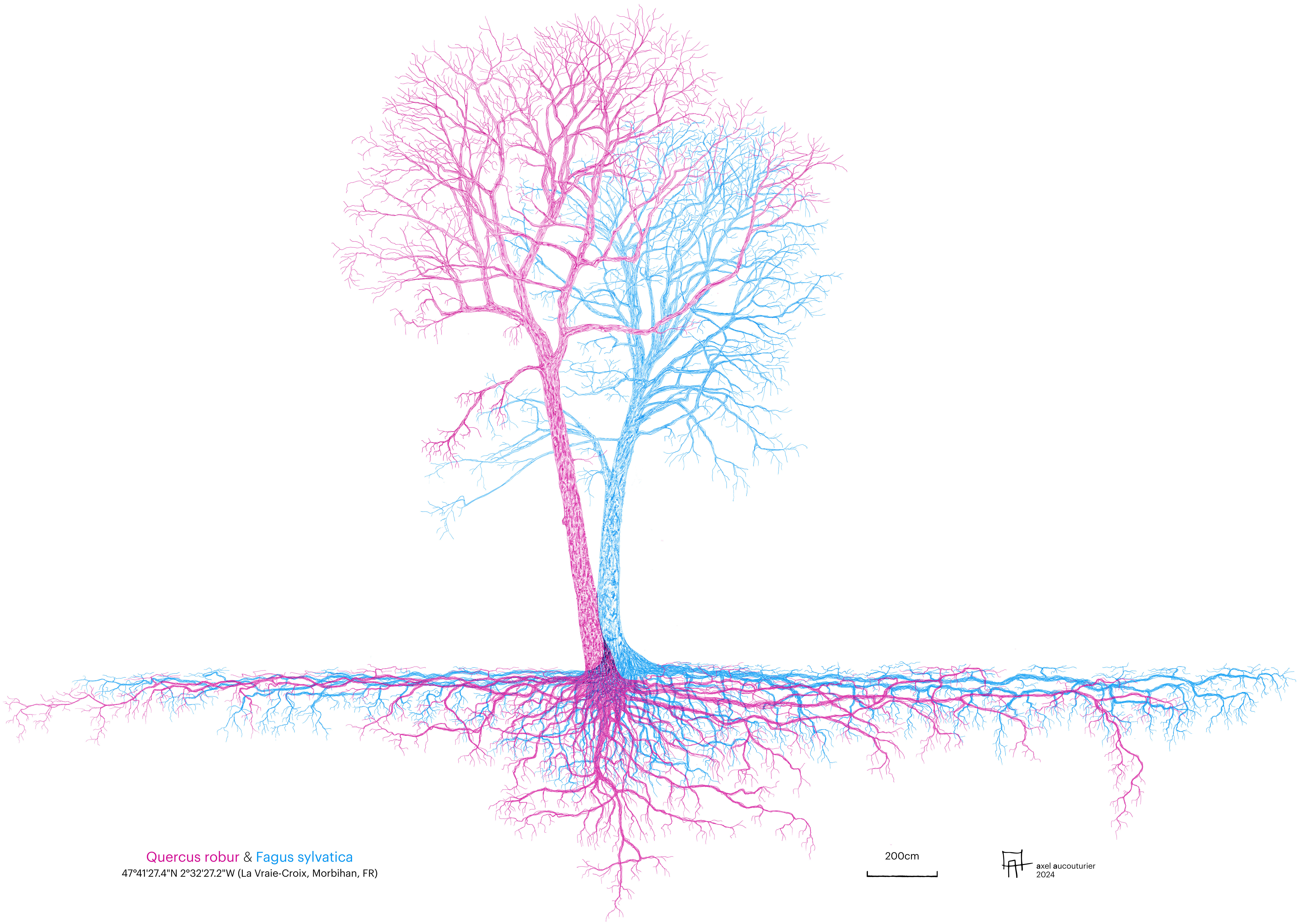
Chêne (Quercus robur) et Hêtre (Fagus sylvatica) "siamois" dans le parc de la Salle Omnisport de La Vraie-Croix (Morbihan). Dessin Axel Aucouturier, 2024

La Vraie-Croix est connue grâce au fleurissement, mené de pair par la commune et par les habitants, ce qui lui a valu de nombreux prix[réf. nécessaire]. En effet, cette commune a obtenu à plusieurs reprises le grand prix national du fleurissement, ainsi qu'un premier prix européen.
 
Depuis de nombreuses années, elle est récompensée par quatre fleurs (le maximum possible) et la distinction Grand Prix au concours des villes et villages fleuris.
Le parc de l'actuelle salle de sport accueille plusieurs beaux arbres dont un chêne et un hêtre liés en leur pied.